# Rita Pavone
Rita Pavone, född 23 augusti 1945 i Turin i Italien, är en italiensk sångare och skådespelare. Hon slog igenom när hon vann den italienska sångtävlingen "Festival degli sconosciuti" 1962, vars skapare Teddy Reno hon senare gifte sig med. Pavone räknas som en av 1960-talets så kallade Yé-yé-flickor vid sidan av artister som France Gall och Sylvie Vartan. Svensktoppsettan "Arrivederci Frans!" med Ann-Louise Hanson är en cover på Pavones "Arrivederci Hans". Pavone sjöng in Andrew Lloyd Webbers "Try It And See", som Lulu tackat nej till. Den blev senare "Kung Herodes sång" i rockoperan Jesus Christ Superstar.
På 1960-talet medverkade Pavone i italienska musikalkomedifilmer som Storsmockan i Vilda Västern och Den vilda nazistjakten mot Terence Hill. Senare övergick hon till teatern, och spelade bland annat Maria i Trettondagsafton i en hyllad uppsättning på Teatro Romano i Verona 1995.